# Los Barreros
Los Barreros és un lloc de la parròquia de Tiraña, al conceyu asturià de Llaviana. Té una població de 1.677 habitants (INE).

## Localització
Es troba a 2 quilòmetres de la capital del conceyu, La Pola Llaviana. Dista 33 km d'Oviedo i 40 km de Xixón.